# Theo Adam
Theo Adam (Dresden, 1 d'agost de 1926 – Dresden, 10 de gener de 2019) fou un baix-baríton alemany. Encara que estava especialitzat en Wagner, també va cantar Richard Strauss amb èxit a Salzburg amb Karl Böhm, així com obres de Verdi, Alban Berg i altres compositors.
Debutà als 23 anys a l'Òpera de l'Estat de Dresden amb l'Ermità d'El franctirador. Durant les dècades següents va continuar apareixent en papers en aquest teatre de Dresden. Tres anys després va participar en el Festival de Bayreuth amb Wieland Wagner, allà cantaria el personatge del Rei de Lohengrin, Amfortas (Parsifal), Hans Sachs (Els mestres cantaires de Nuremberg), Der fliegende Holländer i Wotan (L'anell del Nibelung), sent aquest últim el seu paper més aclamat.
Debutà a Salzburg el 1969 com el Baró Ochs de El cavaller de la rosa, on també canta el 1972 Wozzeck. Debuta al Covent Garden el 1967 com a Wotan. Debuta al Metropolitan com a Sachs el 1969. En tres temporades va cantar catorze funcions que van incloure els Wotan de L'Anell del Nibelung. Debuta al Teatre Colón de Buenos Aires com a Amfortas del Parsifal, rol que també interpreta al Palau de la Música Catalana de Barcelona el 1981. Des de 1953 va formar part de l'Òpera Estatal de Berlín.
La temporada 2004-2005 va cantar Titurel a Parsifal al Liceu de Barcelona.